# Ејстла регио
Област Ејстла или Ејстла регио (лат. Eistla Regio) је једна од 22 вулканске области на површини планете Венере. Налази се на координатама 10,5° северно и 21,5° источно (сходно планетоцентричном координатном систему +Е 0-360). Протеже се јужно од формације Седна планитиа дужином од нешто преко 8.000 км, и највећа је област на површини ове планете. Просечна релативна висина области је око 1.500 метара, а изузетак су једино вулканска узвишења која су знатно виша. 
Област је специфична по томе што су геолошке формације које се налазе на њој морфолошки доста неодређене, и варирају између штитастих вулкана и корона (што је посебно изражено у централном делу). Претпоставке су да је до издизања области дошло знатно пре формирања лавичних платоа који је окружују, а просец је настављен и по формирању тих платоа. 
Област је име добила по једној од „девет мајки“ чувара богова Хејмдала из нордијске митологије, а име области утврдила је Међународна астрономска унија 1982. године.